# Столові вина
Столо́ві ви́на — алкогольні напої, отримані зброджуванням соку свіжого винограду без додавання цукру, спирту, ароматизуючих речовин. Об'ємна частка спирту в столових винах невисока — 9-14%. 

## Класифікація столових вин
Столові вина залежно від сорту винограду і способу переробки бувають білими, рожевими і червоними.
Натуральне вино — вино, виготовлене без додавання продуктів невиноградного походження.
Купажне вино — вино, виготовлене з виноматеріалів, які вироблені з двох і більше сортів винограду.
Сухі столові вина містять не більше 0,3 г/см³ незброджених цукрів. Основною їх особливістю є повне зброджування сусла. Сухі столові вина мають міцність 9-13% об.
Білі сухі столові вина (Рислінг, Ркацителі, Аліготе, Совіньйон) бувають від яскраво-солом'яного до темно-золотистого кольору з різними (найчастіше із зеленуватим) відтінками, легкого освіжаючого смаку з сортовим ароматом.
Червоні сухі столові вина (Шабо, Каберне, Старовинний замок) мають забарвлення від яскраво- до темно-червоного, повний терпкуватий смак, характерний сортовий аромат, що переходить під час витримування в тонкий букет.
Рожеві столові вина мають забарвлення від яскраво-рожевого до яскраво-червоного.
Купажні сухі столові вина — Столове червоне, Столове біле, Столове рожеве, Ізабелла.
Якщо цукри не переброджують до кінця (їх залишається 0,5-2,5 г/см³), то такі вина називають столовими напівсухими (натуральні — Старокозаче, Трамінер; купажні — Напівсухе біле (червоне, рожеве), Смарагдове, Золоті ворота).
При вмісті цукрів у межах 3-5 г/см³ вина називаються столовими напівсолодкими (в основному купажні вина — Ізмаїл, Аркадія, Таврійське). Для призупинення бродіння зняте з осаду вино охолоджують до 0-2ºС. Після розливу в пляшки їх пастеризують. Готові вина містять 8-12% об. спирту. Вони мають м'який гармонійний смак, специфічний для кожного найменування вина тонкий аромат.